# Archilema uelleburgensis
Archilema uelleburgensis là một loài bướm đêm thuộc phân họ Arctiinae, họ Erebidae.